# Эрен-Улуг
Эрен-Улуг (др. кырг. 𐰅𐰼𐰅𐰤:𐰆𐰞𐰆𐰍, Eren Uluğ) — дипломат и посол Кыргызского каганата в VII—VIII веках, упоминается в енисейских эпитафиях.

## Биография
Эрен-Улуг родился приблизительно в 672 году, происходил он из древнекыргызского племени «Булсар». За годы своей службы удостоился звания военачальника и посла, он провел более четырех дипломатических миссий в соседних странах.В 710 году Барсбек-каган снарядил посольство во главе с Эрен-Улугом в Тибетскую империю, с целью заключить военный союз против Второго Восточно-тюркского каганата. Как сообщают китайские источники, посольство Эрен-Улуга успешно достигло тибетских земель:

в 7-ю луну 5-го года Цзин-лун (в августе-сентябре 711 года), император Жуйцзун получил сообщение, что в Тибете находится прибывшее туда ранее кыргызское посольство, не желающее входить в Хань
Дипломатическая миссия Эрен-Улуга не достигла успеха, зимой 711 года тюркютские военачальники Тоньюкук и Культегин нанесло поражение Барсбек-кагану в сражении в долине Сонга. Сам Эрен-Улуг, как сообщает эпитафия, воздвигнутая в честь него, умер на территории Тибетского государства. После поражения в 711 году дипломатические отношения между Кыргызским каганатом и Тибетским государством прекратились больше чем на столетие.

## Рунический памятник
Текст с рунического памятника Алтын-Кёль II:
(1) Десять лун она носила (меня), моя мать! Я родился мальчиком, я вырос воином.

(2) Четырежды я уходил из своего эля и (четырежды) возвращался. За мою доблесть Ынанчу Алп вознаградил (меня).

(3) Я (покинул?) доблестный народ булсаров, могучий народ. О, Эрен-Улуг! Он погубил (свою) доблесть.

(4) Мой доблестный эль, народ булсаров, не ходил растерянным (из-за своих несчастий). Мое горе - своих близнецов.

(5) своих подруг-княжен в теремах я покинул! На моих сыновей..., на мой народ я не нагляделся! 

(6) В свои тридцать восемь лет...

(7) Ради (своей) воинской доблести я ходил послом к тибетскому кагану. Я не вернулся.

(8) Доблестные булсары такими вот (героями) были. О, горе! Я ушел в Золотую степь.